# 1999 YU9
1999 YU9 är en asteroid i huvudbältet som upptäcktes 31 december 1999 av den japanska astronomen Takao Kobayashi vid Ōizumi-observatoriet.
Asteroiden har en diameter på ungefär 8 kilometer.